# Epicrionops
Epicrionops is een geslacht van wormsalamanders (Gymnophiona) uit de familie Rhinatrematidae. De groep werd voor het eerst wetenschappelijk beschreven door George Albert Boulenger in 1883.
Er zijn acht soorten die voorkomen in delen van noordelijk Zuid-Amerika. De wormsalamanders leven in de landen Colombia, Ecuador, Guyana, Peru en Venezuela. Mogelijk komen sommige soorten ook voor in de omliggende landen Bolivia en Brazilië.

## Soorten
Geslacht Epicrionops
- Soort Epicrionops bicolor
- Soort Epicrionops columbianus
- Soort Epicrionops lativittatus
- Soort Epicrionops marmoratus
- Soort Epicrionops niger
- Soort Epicrionops parkeri
- Soort Epicrionops peruvianus
- Soort Epicrionops petersi